# Voltooid toekomende tijd
De voltooid toekomende tijd (V.Tk.T. of futurum exactum) is een tijd in de Nederlandse grammatica, bestaande uit (een onderwerp,) een hulpwerkwoord in de onvoltooid toekomende tijd en een voltooid deelwoord.

## Gebruik
- duidt een tijdstip in de toekomst aan dat een ander feit in de toekomst voorafgaat
- benadrukt de voltooidheid van een handeling, vóór een ander feit in de toekomst
- benadrukt het resultaat van een handeling in de toekomst

## Voorbeelden
- Het zal gesneeuwd hebben voor de strooidienst enige actie kan ondernemen.
- De dief zal al vertrokken zijn voor de politie ter plaatse zal zijn.
- Jantje zal zijn kamer toch opgeruimd hebben voor z'n vriendjes aankomen.